# Lake Torpedo Boat Company
Lake Torpedo Boat Company – amerykańska stocznia okrętowa w Bridgeport w stanie Connecticut założona przez wynalazcę i konstruktora, jednego z pionierów konstrukcji okrętów podwodnych Simona Lake'a, specjalizująca się w budowie okrętów tej klasy. Istniała w latach 1901-1924, budując m.in. okręty podwodne typu R.